# Мур, Майкл
Майкл Фрэ́нсис Мур (англ. Michael Francis Moore, 23 апреля 1954) — американский кинорежиссёр-документалист, работающий в жанре острой социальной и политической сатиры, писатель, журналист и политический активист. Лауреат премии «Оскар» (2003) за фильм «Боулинг для Колумбины», обладатель «Золотой пальмовой ветви» Каннского кинофестиваля (2004) за фильм «Фаренгейт 9/11», ставший самой коммерчески успешной картиной в истории документального кино.
В своих работах Мур критикует капитализм, глобализацию, мегакорпорации, неолиберализм и Республиканскую партию США.

## Биография
Майкл Мур родился 23 апреля 1954 года в небольшом американском городе Флинт, штат Мичиган. Он обучался журналистике в местном Университете Мичигана-Флинт (один из трёх кампусов Мичиганского университета), где и начал свою карьеру журналиста. В 1976 году Мур основал независимый еженедельник местного значения «Голос Флинта» (The Flint Voice) и являлся его бессменным главным редактором вплоть до 1986 года.
Чтобы заработать денег на свой дебютный фильм, Майкл Мур организовал у себя дома клуб для игры в бинго. Темой первой документальной ленты режиссёра «Роджер и я» (1989) стала социальная катастрофа, произошедшая в его родном Флинте после того как руководство корпорации General Motors приняло решение закрыть все свои предприятия в этом городе. Весь фильм Мур преследует главу корпорации Роджера Смита, пытаясь поведать ему о том, какими последствиями для жителей Флинта обернулось это решение. Своим оружием Мур избрал сатиру. Для достижения комического эффекта он использовал оригинальный монтаж, ставший впоследствии фирменным стилем режиссёра, — документальная хроника перемежается фрагментами телерекламы и отрывками из второсортных фильмов. Выход ленты «Роджер и я» на экраны привёл к серьёзным перестановкам в пресс-службе General Motors, а существенные кассовые сборы картины заставили критиков обратить внимание не только на начинающего режиссёра, но и на само явление остросоциального документального кино, которое, как оказалось, способно приносить неплохие деньги.
В 1995 году состоялась премьера художественного фильма Майкла Мура «Канадский бекон», в котором президент США с целью поднять свой рейтинг накануне новых выборов объявляет холодную войну соседней Канаде. Похожий сюжетный ход использовал в своём романе 1993 года «Американский герой» (American Hero) писатель Ларри Бейнхарт. Позднее эта книга легла в основу известной ленты Барри Левинсона «Плутовство» (Wag the Dog, 1997). Картина же Мура получила плохие отзывы в прессе и оглушительно провалилась в прокате.
Потерпев фиаско с художественным фильмом, Майкл Мур возвратился в лоно документального кино. Следующий фильм «Большая Америка» (1997) режиссёр снимал по собственной публицистической книге Downsize This! Random Threats from an Unarmed American (1996), обличающей неолиберальную модель глобализации. На этот раз сатира Мура была направлена против всех американских крупных корпораций (среди прочих особенно досталось фирме Nike). Несмотря на благосклонные оценки критики, ленте не удалось повторить коммерческого успеха дебютной картины «Роджер и я».
Толчком к созданию нового документального фильма Майкла Мура «Боулинг для Колумбины» (2002) послужил кровавый расстрел, учинённый двумя старшеклассниками 20 апреля 1999 года в школе Колумбина (Columbine High School). Это событие вызвало большой общественный резонанс, в СМИ активно дискутировался вопрос «Что привело к этой трагедии?». Мур взялся на него ответить. Причина трагедии, по его мнению, в нездоровье американского общества, живущего в атмосфере постоянного страха, нагнетаемого СМИ. Как человек левых убеждений, Мур видит в этом сознательную политику американской властной элиты и бизнес-корпораций, цель которой отвлечь людей от насущных (социальных, экологических и пр.) проблем. Сатира в «Боулинге для Колумбины» к середине картины отходит на второй план, говоря о трагедии, Мур становится предельно серьёзен. Фильм пользовался большим успехом на мировых кинофестивалях и в прокате. Сборы «Боулинга для Колумбины» более чем втрое превысили сумму, заработанную лентой «Роджер и я». Сам Мур получил специальный приз за режиссуру в Каннах и премию «Оскар» как лучший кинодокументалист года, а его картина завоевала в общей сложности 27 наград (в том числе премии «Бодил» и «Сезар»).
2004 год — год президентских выборов в США — ознаменовался появлением антибушевского фильма Майкла Мура «Фаренгейт 9/11», поставленного им по своей книге «Где моя страна, чувак?» (2003). В этом фильме Мур иллюстрирует явление терроризма, как удобного инструмента, созданного и поддерживаемого США, критикует президента Джорджа Буша-младшего, в том числе в связи с его причастностью к событиям 11 сентября 2001 года и связями с семьёй бен Ладена. Лента получила «Золотую пальмовую ветвь» Каннского кинофестиваля и ещё 22 премии других смотров. «Фаренгейт 9/11» пользовался феноменальным успехом среди кинозрителей и стал самым коммерчески успешным документальным фильмом в истории. Картина собрала в мировом прокате более 220 миллионов долларов (производственный бюджет картины составлял всего 6 миллионов).
В мае 2007 года на Каннском кинофестивале состоялась премьера фильма Майкла Мура «Здравозахоронение» об американской системе здравоохранения. В картине кинорежиссёр подвергает резкой критике существующую в стране модель страховой медицины, которая лишает необходимой помощи тысячи людей и приводит к парадоксам, когда подозреваемые в терроризме узники расположенного на Кубе американского лагеря Гуантанамо получают лучшее медицинское обслуживание, нежели спасатели, ставшие инвалидами во время событий 11 сентября 2001 года. Выход фильма сопровождал скандал. В США действует полный запрет на посещение Кубы, потому в отношении Мура, совершившего поездку на этот остров, было начато правительственное расследование.
В 2008 году в преддверии президентских выборов Мур выпустил фильм «Восстание бездельников» с целью мотивации 18—29-летних американцев пойти на голосование, а в 2009 году — новую документальную ленту «Капитализм: История любви» о мировом финансовом кризисе 2007—2009 годов и переходе власти от администрации Буша к администрации Обамы и мерах по стимулированию американской экономики.
Помимо большого кино, Майкл Мур сотрудничает с телевидением, в его активе несколько телесериалов и шоу. Кроме того, в послужном списке режиссёра есть несколько видеоклипов, включая антивоенный клип Boom! группы System of a Down, а также два — для известной своими леворадикальными взглядами группы Rage Against the Machine, на композиции Sleep Now in the Fire и Testify из альбома The Battle of Los Angeles (1999). Снимая клип Sleep Now in the Fire, Мур даже подвергся аресту.

### Политические взгляды

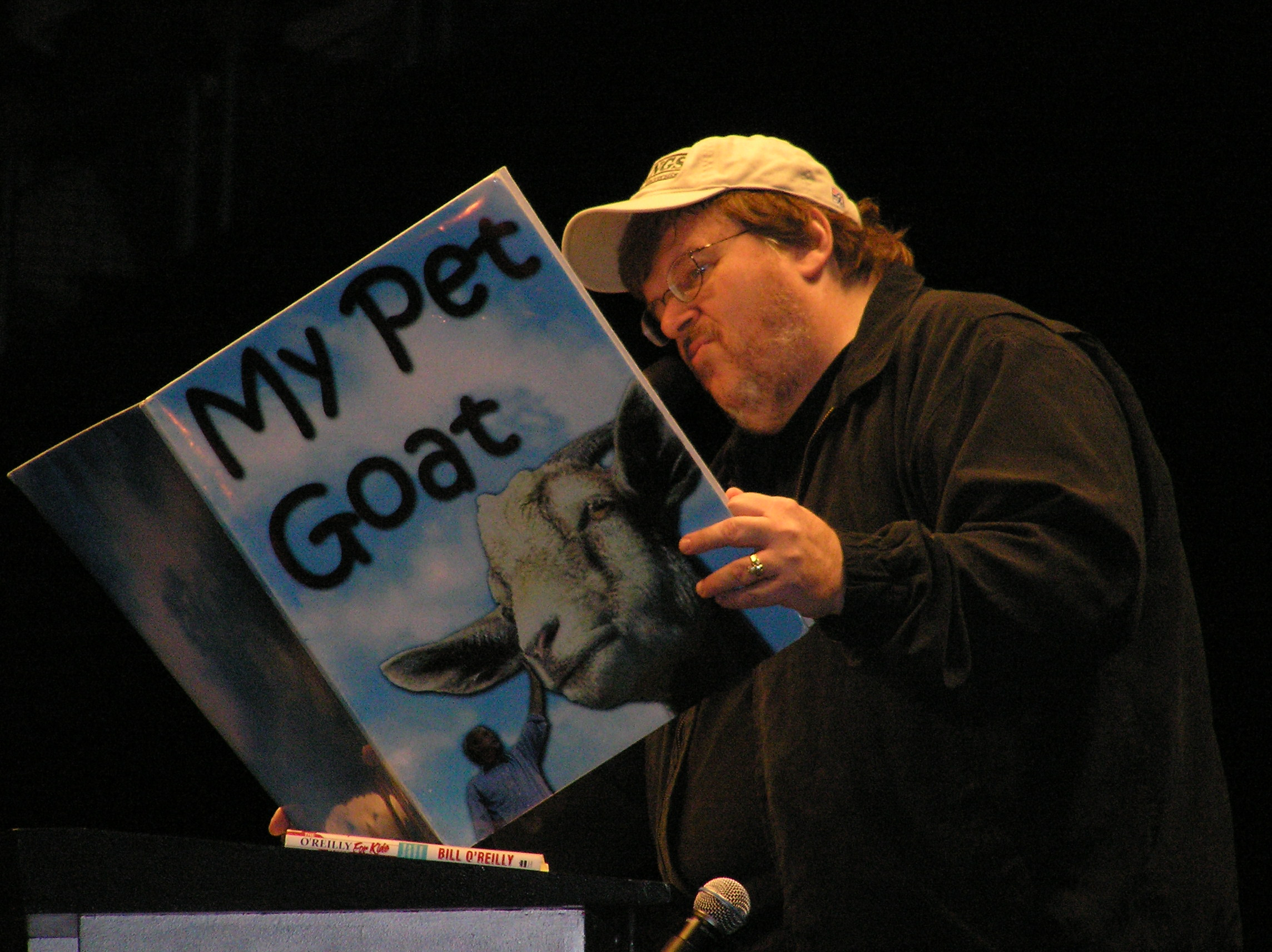
Мур критикует реакцию Джорджа Буша на уведомление о терактах 11 сентября

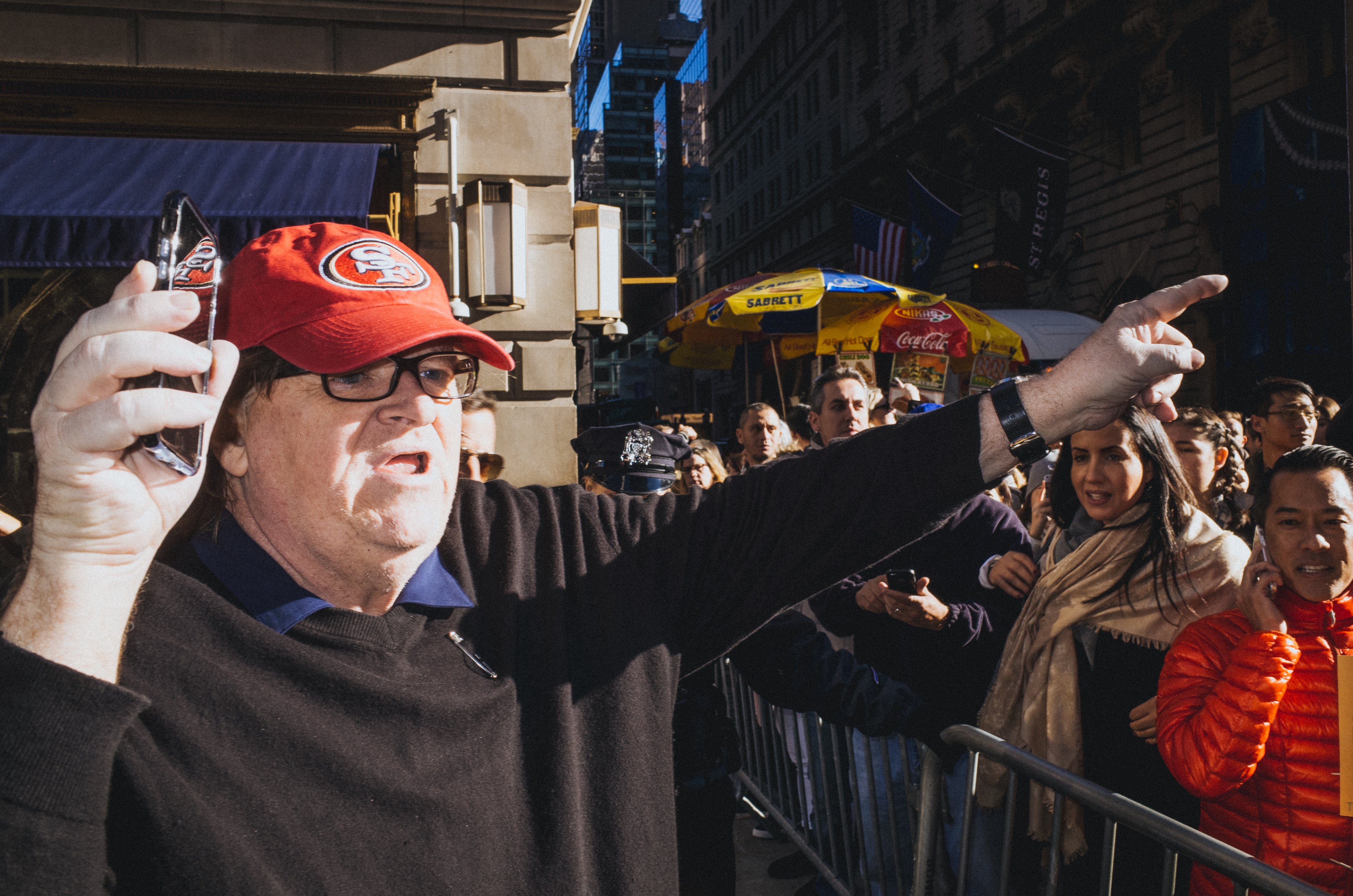
Мур на марше против Дональда Трампа, Нью-Йорк, 12 ноября 2016 года

В своих работах Мур критикует капитализм, глобализацию, мегакорпорации, неолиберализм и Республиканскую партию США, президентов США Билла Клинтона, Джорджа Буша (младшего) и Дональда Трампа, иракскую войну, систему здравоохранения в США.
В 2005 году журнал Time назвал Мура
одним из ста наиболее влиятельных людей года.
На выборах 2008 года поддерживал кандидата в президенты тогдашнего сенатора Барака Обаму.
В 2011 году раскритиковал интервенцию в Ливии. После того как американские войска выпустили 110 ракет «Томагавк» по военным целям в Ливии, Мур предложил Бараку Обаме вернуть свою Нобелевскую премию мира.
После смерти Венесуэльского президента Уго Чавеса в марте 2013 года Мур похвалил его за устранение 75 процентов крайней нищеты и за предоставление бесплатного образования и медицины для всех граждан.
15 февраля 2017 года Майкл Мур выдвинул ультиматум президенту США Дональду Трампу, предложив ему добровольно освободить Белый дом, пригрозив в своём Твиттере импичментом. 27 февраля 2017 года Мур разработал план по свержению Трампа из 10 пунктов.
В июне 2017 года Майкл Мур создал на личном сайте раздел под названием TrumpiLeaks. На этой странице он планирует собирать разоблачительную информацию о президенте Соединенных Штатов Дональде Трампе.
На выборах 2016 года поддерживал кандидатуру Берни Сандерса. Позже после поражения Сандерса на праймеризе от Демократической Партии поддержал кандидатуру Хиллари Клинтон.
Майкл придерживается социал-либеральных политических взглядов.
Он сторонник мультикультурализма, однополых браков и контроля за оружием в США. Сторонник кандидатов левого крыла Демократической партии США. Поддерживает кандидатуру Александии Окасио-Кортес на выборах в Палату представителей и кандидатуру Берни Сандерса на выборах в президенты США в 2020 году.
В марте 2018 года Мур раскритиковал «корпоративные СМИ», сказав: «Я включаю телевизор и слышу только „Россия, Россия“, никто не говорит о забастовке в Западной Вирджинии». Про это должно знать как можно больше граждан нашей страны, но они этого не показывают».

## В культуре
- х/ф Американская сказка (2008)

## Фильмография
- 1989 — Роджер и я / Roger & Me
- 1992 — Pets or Meat: The Return to Flint (TV)
- 1995 — Канадский бекон / Canadian Bacon (художественный)
- 1997 — Большая Америка / The Big One
- 1998 — And Justice for All (TV)
- 2002 — Боулинг для Колумбины / Bowling for Columbine
- 2004 — Фаренгейт 9/11 / Fahrenheit 9/11
- 2007 — Здравозахоронение / Sicko
- 2008 — Восстание бездельников / Slacker Uprising (Captain Mike Across America)
- 2009 — Капитализм: История любви / Capitalism: A Love Story
- 2015 — Куда бы ещё вторгнуться / Where to Invade Next
- 2018 — Фаренгейт 11/9 / Fahrenheit 11/9
- 2019 — Планета людей /Planet of the Humans (исполнительный продюсер)